# Завалий, Евдокия Николаевна
Евдокия Николаевна Завалий (укр. Євдокія Миколаївна Завалій; 28 мая 1924 — 5 мая 2010) — советская военнослужащая, командир взвода морской пехоты в годы Великой Отечественной войны, гвардии полковник.

## Биография

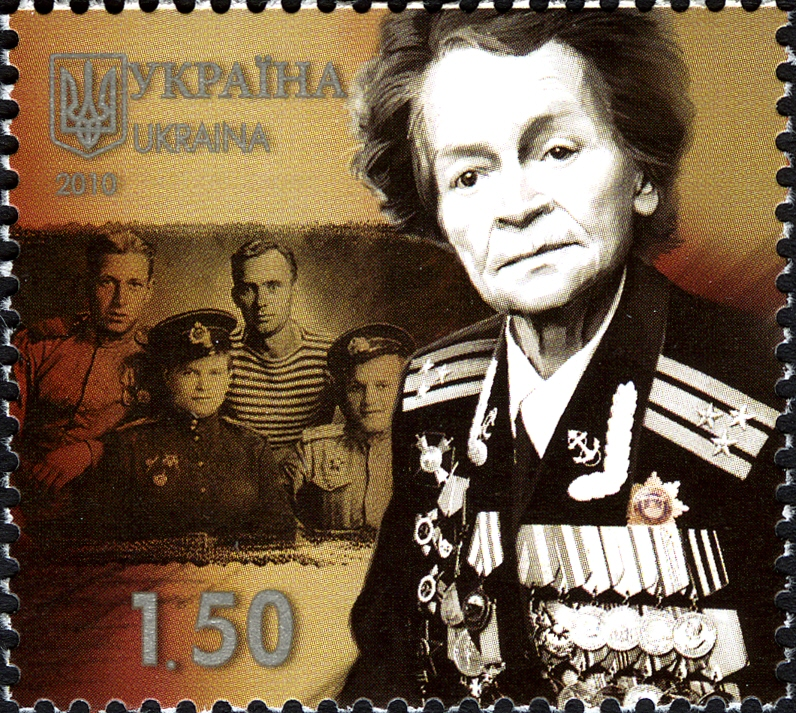
15 апреля 2010 года на Украине введена в обращение почтовая марка № 1033 (Mi #1075) «65-річчя Перемоги у Великій Вітчизняній війні» (на марці зображена Завалій Є. М.).

### В годы Великой Отечественной войны
Вскоре после того, как ей исполнилось 17 лет, началась Великая Отечественная война. Несколько раз Евдокия ходила в военкомат и просилась на фронт, но из-за несовершеннолетия её в армию не брали.
25 июля 1941 года война докатилась и до Нового Буга. Фронт был уже невдалеке. Немецкая авиация подвергла город авиационному налёту. Сбросив бомбы, самолёты пулемётным огнём расстреливали отступающие части Красной Армии. Немцами был высажен десант. Раненых было много. Евдокия под бомбёжкой перевязывала раненых бойцов и командиров и упросила командиров взять её с собой в качестве санитарки. Девушка добилась своего и через несколько дней покинула родной посёлок в качестве санитарки 96-го кавалерийского полка 5-й кавалерийской дивизии 2-го кавалерийского корпуса.
13 августа 1941 года немецкие войска приблизились к Новому Бугу. Их наступление сдерживали части 169-й стрелковой дивизии 18-й армии. Ночью советские части по приказу командования оставили посёлок, и 14 августа 1941 года немцы заняли его.
В ходе отступления при переправе 96-го кавполка через Днепр в районе Хортицы уже старший сержант Евдокия Завалий получила проникающее ранение в живот и была отправлена в госпиталь в станицу Курганная на Кубани, где она и получила свою первую награду — орден Красной Звезды за спасение (будучи раненой) жизни командира десантного батальона под авиационным налётом противника на железнодорожную станцию Курганная.
Медики хотели её комиссовать, но она отказалась. После лечения была направлена в запасной полк, и, когда отбирали солдат на передовую, её приняли за мужчину, тем более что она была в гимнастёрке и галифе, а в документах было записано «Завалий Евдок. Ник.». Она никого разубеждать не стала и была направлена в 6-ю десантную бригаду морской пехоты как Завалий Евдоким Николаевич. Ей удалось сохранить свою тайну в течение 8 месяцев. После того как под Моздоком она взяла в плен немецкого офицера, она была направлена в отделение разведки, командиром которого вскоре стала.
В августе 1942 года воевала на туапсинском направлении под Горячим Ключом. Подразделение, в котором воевала Завалий, оказалось в окружении на берегу бурной речки. Семь суток бойцы удерживали свои позиции, но у них заканчивались боеприпасы. «Евдоким» предложил переправиться на другой берег и пополнить запас боеприпасов и продуктов за счёт оставшихся в ходе боя на вражеском берегу ресурсов. Ночью, обвязавшись кабелем, «Евдоким» переправился через холодную реку. Собрав патроны и гранаты с оставшихся на берегу тел немцев, Завалий наполнила ими две плащ-палатки, соорудила из подручных средств плот из крышек снарядных ящиков. После того, как Завалий переправила боеприпасы, она вновь вернулась на вражеский берег, где переоделась в немецкую форму и заняла позицию в кустарнике у проходившего на том берегу шоссе. Пропустив колонну танков, Завалий дождалась колонны грузовиков и, подпустив их вплотную, открыла огонь из автомата. Матросы с противоположного берега поддержали её огнём из противотанкового ружья и подбили несколько грузовиков. В одной из машин оказались хлеб и консервы. Нагрузив в плащ-палатку продовольствие, Завалий стала переплывать реку, немцы обнаружили её и открыли миномётно-пулемётный огонь, но ей удалось благополучно вернуться к своим.
В конце 1942 года — начале 1943 года «Евдоким» Завалий участвовал в боях по блокированию Кубанского плацдарма противника у станицы Крымская, через которую проходили основные железнодорожные и грунтовые пути к Тамани и Новороссийску, которую противник превратил в мощный узел обороны. В одном из боёв командир роты был убит и, увидев растерянность бойцов, уже старшина роты Завалий подняла всех в атаку. В этом бою она была тяжело ранена, и в госпитале открылся секрет о том, что «Евдоким», который 8 месяцев воевал вместе с десантниками, — девушка. Учитывая боевые заслуги, 18 февраля 1943 года Евдокия Завалий была направлена на шестимесячные курсы младших лейтенантов 56-й отдельной Приморской армии в только что освобождённой станице Северская, после окончания которых, в октябре 1943 года в звании младшего лейтенанта была направлена в 83-ю морскую стрелковую бригаду командиром взвода отдельной роты автоматчиков.
Член ВЛКСМ с 1943 года.
В ноябре 1943 года Завалий участвовала в высадке на Керченский полуостров в ходе крупнейшей во время Великой Отечественной войны Керченско-Эльтигенской десантной операции. Заняв плацдарм, десантники выдержали многочисленные атаки противника, пытавшегося сбросить их в море.
Приказом №: 1/н от 08.01.1944 года по 2-й гвардейской Краснознамённой Таманской стрелковой дивизии командир стрелкового взвода 6-го гвардейского стрелкового полка, гвардии младший лейтенант Завалий награждена орденом Красной Звезды за то, что в боях за станицу Крымская 27 марта 1943 года уничтожила двух и взяла в плен трёх немецких солдат и за то, что 4 декабря, командуя взводом, взяла высоту 71,3 Керченского района Крыма, уничтожив до девяти солдат противника.
Командуя взводом, она освобождала Севастополь, штурмовала Сапун-гору (Приказом №: 410/н от: 17.06.1944 года по ОПА была награждена орденом Отечественной войны I степени за то, что в бою подорвала вражеский ДЗОТ вместе с гарнизоном ДЗОТа и пулемётом и, ворвавшись в траншеи противника, уничтожила до 10 солдат противника и забросала гранатами станковый пулемёт и 2 ротных миномёта), участвовала в боях за Балаклаву, Сахарную Головку и Керчь, переправлялась через Днестровский лиман, освобождала Бессарабию, воевала за освобождение Тамани, Туапсе, Новороссийска, высаживалась с десантом в румынскую Констанцу, болгарские Варну и Бургас, Югославию.
В ходе Будапештской наступательной операции Евдокия Завалий со своим взводом, пройдя через городскую канализацию с кислородными подушками, захватили бункер немецкого командования. В числе пленных оказался генерал, для которого этот плен оказался позором, потому что командиром десантников оказалась девушка.
Приказом № 93/н от 30.04.1945 года по ВС 2-го Украинского фронта Завалий была награждена орденом Красного Знамени за 4-дневное отражение контратак противника, уничтожение одного станкового и одного ручного пулемёта, одного офицера и до пятидесяти солдат противника из личного оружия и гранатами.
Со своим взводом она перекрыла путь к отступлению немецким танкам. Десантники под её командованием подбили 7 танков.
Приказом № 1092 от 15.09.1945 года Николаевским ОВК гвардии лейтенант Завалий награждена медалью «За оборону Кавказа».

### В послевоенные годы
После окончания войны её хотели направить на учёбу в военное училище, но сказались 4 ранения и 2 контузии, полученные ею во время войны. В 1947 году она демобилизовалась и уехала в Киев.

Я после войны ещё долго по ночам ходила в атаку. Кричала так, что соседи пугались. А бабушка молилась и говорила маме: «Это нечистый дух из неё выходит!» Наверное, благодаря этим её молитвам живу до сих пор, хотя трижды была похоронена…
— вспоминала полковник в отставке.
В Киеве она познакомилась со своим будущим мужем. У неё было 2 детей, 4 внуков и 4 правнука. Работала директором гастронома.
В 1985 году награждена орденом Отечественной войны 2-й степени .
Вела активную работу среди молодёжи. Объездила множество городов, воинских частей, кораблей и подводных лодок с рассказами о своём взводе морской пехоты. В мае 2009 года участвовала в торжествах по случаю Дня Победы и 65-летия освобождения Севастополя, а осенью с делегацией украинских ветеранов посетила Азербайджан. Всего в 2009 году она провела более 130 встреч с разными аудиториями в России, Украине, Азербайджане и Молдавии.
Скончалась 5 мая 2010 года в Киеве. Похоронена на Байковом кладбище.

## Награды
Кавалер четырёх боевых орденов и почти 40 медалей:
- орден Октябрьской Революции,
- орден Красного Знамени,
- орден Красной Звезды,
- ордена Отечественной войны I и II степени,
- медаль «За боевые заслуги»[14],
- медаль «За оборону Севастополя»,
- медаль «За взятие Будапешта»,
- медаль «За взятие Вены»,
- медаль «За освобождение Белграда»,
- другие ордена и медали.

Украинские награды:
- Орден Богдана Хмельницкого III степени,
- Орден «Золотая фортуна» III степени.

Была членом Совета ветеранов Украины.

## Память
- Е. Н. Завалий — почётный гражданин восьми городов, в том числе Белгород-Днестровского, Бургаса, Варны[3] и Новый Буг.
- Евдокии Завалий посвящён музыкальный сингл «Фрау Чёрная Смерть» группы «Radio Tapok» (2024).

## Публикации
Завалий Е. Н. Командир моряков // Мужество, отвага и… любовь : Сборник : [арх. 20 июля 2017]. — М. : Палея, 1997.

## Фильмография
- «Евдоким и Евдокия» (режиссёр М. Егорова), (2007) — д/ф телевизионной студии Черноморского флота, лауреат III Международного телевизионного фестиваля «Победили вместе» в номинации «У войны не женское лицо», IV Международного кинофестиваля экранных искусств «Кинотур», диплом «Героине необычной судьбы» киевского морского фестиваля «Люди и корабли», обладатель приза в номинации «Память сердца» на VII Международном кинофестивале «Море зовёт!» (апрель 2010 года).

## Цитаты
Атташе Военно-Морских Сил США на Украине Марк Стекнул:

Я был очень рад познакомиться с Вами и общаться с Вами всё это время.
Согласитесь, что далеко не все могут лично познакомиться с храброй женщиной, которая в годы войны командовала морскими пехотинцами, проявляя при этом героизм и мужество.
Ваша жизнь, уважаемая Евдокия Николаевна, может служить прекрасным примером для подрастающего поколения, как нужно любить Родину и защищать её, если на неё напал враг.
Позвольте пожелать Вам, дорогая Евдокия Николаевна, доброго здоровья и долгих лет жизни!

— Евдокия Николаевна, откройте секрет: как удавалось руководить взводом десантников, может, слово какое заговорное знали?
— Слова самые обычные: «Взвод! Слушай мою команду!»
— Елена Вавилова

В августе прошлого года привезла из Севастополя тридцать комплектов тельняшек и бушлатов для ребят из 104-й школы в Пуще-Водице, куда с радостью ходила каждый год 9 мая. А 1 сентября 2007 года этой школе торжественно присвоили имя фашистского головореза Романа Шухевича. Нужна ли теперь там моя правда?..
— Е. Н. Завалий, 2008